# Ordonnance pénale en droit suisse
Pour les articles homonymes, voir Ordonnance.
Pour un article plus général, voir Ordonnance pénale.
En droit suisse, une ordonnance pénale est une décision pénale rendue par une juridiction pénale et conduite selon une procédure plus simple et rapide qu'un procès pénal ordinaire.
À la suite de la révision du Code de procédure pénale, la majorité des peines sont prononcées par ordonnance pénale (affaires traitées par écrit, sans audience au tribunal).

## Description
Le système de l'ordonnance pénale est prévu par les articles 352 à 356 du Code de procédure pénale. La procédure a été harmonisée au niveau national par le nouveau Code de procédure pénale en vigueur depuis 2011.
Une ordonnance pénale est rendue par le ministère public et n'est envisageable que pour certaines peines énumérées exhaustivement par la loi, soit une amende, une peine pécuniaire de 180 jours-amende au plus ou une peine privative de liberté de six mois au plus (article 352 CPP).
Une ordonnance pénale est donc une sorte de « proposition de jugement » qui devient un jugement définitif en l’absence d’opposition (article 354 CPP). Il est nécessaire que le prévenu ait admis les faits ou qu'ils soient suffisamment établis.

### Contenu
Une ordonnance pénale doit notamment contenir la désignation de l'autorité (ministère public) qui la rend, l'identité du prévenu, les faits imputés, les infractions commises, la sanction, les frais et l'indication du droit de faire opposition (article 353 CPP). Elle doit être suffisamment précise, en particulier sur la description des faits (même en cas d'infractions de faible gravité), pour respecter la procédure et les droits du prévenu.
Les ordonnances pénales sont envoyées par « lettre signature » (article 85 CPP).

### Opposition
Le prévenu peut faire opposition à l'ordonnance dans les 10 jours, sans nécessité de motivation (article 354 CPP). Une opposition tardive est possible sous certaines conditions (article 94 CPP). Sans opposition, l'ordonnance devient une condamnation, un verdict de culpabilité (article 354 CPP). Selon le délit, elle peut être inscrite au casier judiciaire.
En cas d'opposition, le ministère public décide entre quatre options (article 355 CPP) : maintenir l'ordonnance pénale et ainsi la transmettre au tribunal ou elle fait office d'acte d'accusation, classer la procédure (abandonner la poursuite), rendre une nouvelle ordonnance pénale (modifiée) ou encore porter l'accusation devant le tribunal de première instance avec un nouvel acte d'accusation.

### Avantages et inconvénients
La condamnation par ordonnance pénale a l'avantage d'être discrète pour l'accusé (pas de procès public) et bon marché pour l'État (procédure simple, sans enquête approfondie, ni d'audience au tribunal).
Certains juristes critiquent le trop grand pouvoir du procureur (qui endosse aussi le rôle de juge), la superficialité de l'enquête et la limitation des droits de l'accusé (qui est rarement entendu avant l'envoi de l'ordonnance),.

### Bibliograhie (bases légales)
- Code de procédure pénale suisse (CPP) du 5 octobre 2007 (état le 1er février 2020), RS 312.0.
- Code pénal suisse (CP) du 21 décembre 1937 (état le 1er juillet 2020), RS 311.0.